# ماوريتسيو كاتيلان
موريزيو كاتيلان (بالإيطالية: Maurizio Cattelan)‏ (مواليد 21 سبتمبر 1960) هو فنان إيطالي يُعرف بتركيباته المثيرة للجدل. 
قام ماوريتسيو كاتيلان بإنتاج العديد من أعماله المهمة في وسط ميلانو التاريخي في فيالي بليني، حيث عاش لفترة طويلة.
في سنة 1989، في معرضه الفردي الأول، أغلق كاتيلان المعرض، وترك علامة على الباب "Back Soon" (نعود قريباً).
في سنة 2011، بعد تعليق أعماله المتبقية في ردهة متحف سولومون غاغينهايم في نيويورك، أعلن الفنان عن اعتزاله.
في سنة 2016، عرض عمله «أمريكا»، وهو عبارة عن مرحاض مصنوع بالكامل من الذهب الخالص عيار 18 قيراطًا. سُرق في عام 2019 من قصر بلاينهايم، حيث كانت معروضة في متحف سولومون غاغينهايم.

## روابط خارجية
- ماوريتسيو كاتيلان على موقع الموسوعة البريطانية (الإنجليزية)
- ماوريتسيو كاتيلان على موقع مونزينجر (الألمانية)
- ماوريتسيو كاتيلان على موقع إن إن دي بي (الإنجليزية)
- ماوريتسيو كاتيلان على موقع ديسكوغز (الإنجليزية)